# Slag om Leuven (1940)
De Slag om Leuven was een veldslag die op 14 mei 1940 plaatsvond in en rond de Belgische stad Leuven en die kaderde in de Fall Gelb, de Duitse veldtocht met als ultieme inzet de Franse en Britse legerkorpsen naar het noorden te lokken, waardoor de Duitse Wehrmacht via een opmars door de Ardennen en een doorbraak naar de Atlantische Oceaan de geallieerde legers zou kunnen omsingelen.
Deze Duitse strategie slaagde volledig in haar opzet. Via een snelle doorbraak bij Sedan en een gewaagde snelle opmars naar de Atlantische kust door pantserdivisies, onder leiding van onder meer generaal Rommel, moest het Britse expeditieleger met achterlating van al zijn materieel in Duinkerke geëvacueerd worden naar Engeland.
De gevechten in Nederland en België waren vanuit Duits oogpunt slechts afleidingsmanoeuvres om in Noord-Frankrijk definitief hard en snel toe te slaan.
Vanwege de strategische ligging namen Duitse Stuka's Leuven reeds op 10 mei zwaar onder vuur toen de Achttiendaagse Veldtocht van start ging. Die eerste dag vielen er in de omgeving van de Tiensepoort al burgerslachtoffers. Er werden 101 doden geteld, het zwaarste bombardement op de eerste oorlogsdag. Terwijl de bevolking op de vlucht sloeg, werkte de Belgische 10de infanteriedivisie van de Jagers te Voet zo snel mogelijk door aan het op punt stellen van de voorbereide verdedigingswerken. 

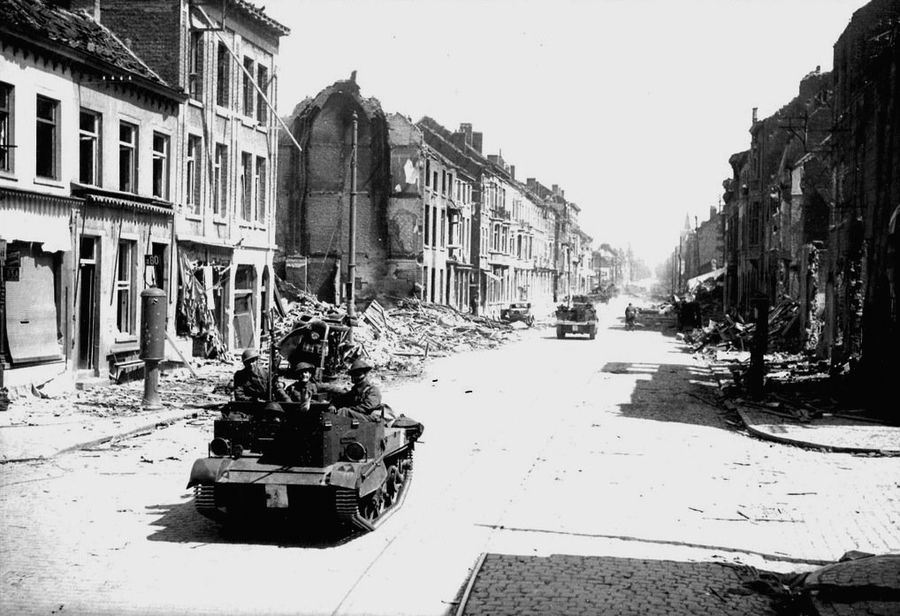
De Britten rijden Leuven binnen

De verdediging van de stad werd op 13 mei 1940 overgedragen aan het Britse leger in gevolge een akkoord tussen het Belgische Groot Hoofdkwartier en het commando van de British Expeditionary Force. Vanaf de namiddag stroomden Britse troepen onder leiding van Generaal-Majoor Bernard Montgomery de stad binnen. Die avond wordt gemeld dat de Duitsers oprukten uit de richting van Diest.

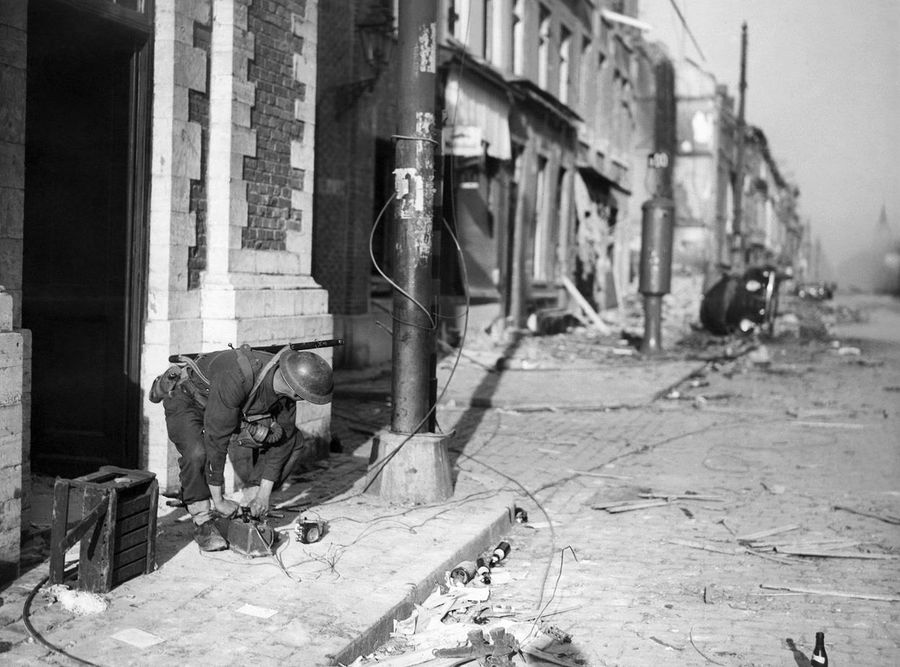
Een Brits soldaat blaast de spoorwegbrug v.d. Tiensesteenweg op

Op 14 mei 1940 viel de Duitse infanterie de oostrand van Leuven binnen. Hevige gevechten, onder andere op het kruispunt van de Diestsevest en Diestsestraat, braken los. De Belgische 10de infanteriedivisie is zoals afgesproken weggetrokken uit de stad, met uitzondering van het 6de Regiment Jagers te Voet onder Luitenant-Kolonel Adam. Kolonel Adam besluit af te wachten tot de avond van 14 mei alvorens het contact met de vijand af te breken en staat de ganse dag lang de Britse troepen in de omgeving van het Station Leuven bij.
Op 16 mei 1940 werd de Universiteitsbibliotheek op het Ladeuzeplein zwaar beschadigd bij een Brits-Duits artillerieduel, waarbij nagenoeg heel de boekencollectie (900.000 stuks) in vlammen opging. Diezelfde dag nog trokken de resterende Britse troepen zich terug.
Op 17 mei 1940 bezette het Duitse leger vervolgens de stad. De Duitsers zouden geen troepen kazerneren in Leuven maar eisten wel openbare gebouwen en particuliere woningen op die onderdak moesten bieden aan de administratieve bezettingsmacht en wachtdiensten.